# Rood boshoen
Het rood boshoen (Megapodius reinwardt) is een vogel uit de familie der grootpoothoenders (Megapodiidae). De wetenschappelijke naam van de soort is voor het eerst geldig gepubliceerd in 1823 door Dumont. Het rood boshoen komt voor op de Kleine Soenda-eilanden, Nieuw-Guinea en het noorden van Australië.

## Kenmerken
Het rood boshoen heeft een lengte tussen de 35 en 47 cm. Het gewicht van het mannetje bevindt zich tussen de 850 en 1.200 gram, het vrouwtje wordt tussen de 560 en 1.200 gram. Het mannetje en vrouwtje zien er qua verenkleed hetzelfde uit, maar het vrouwtje is iets kleiner. Het verenkleed is donkergrijs op de onderzijde, rug, keel en borst. Daarnaast is de onderzijde ook gemengd met kastanjebruine kleurnuances. De vleugels zijn warm kastanjebruin en heeft krachtige, oranjegekleurde poten met sterke klauwen. Heeft ook een kastanje-grijze kuif. Juveniele vogels lijken op het volwassen mannetje en vrouwtje, maar zijn kleiner en hebben een grauwere kop. Vormen koppels voor het leven. Als er gevaar dreigt heeft het rood boshoen twee strategieën om te ontkomen; wegrennen of een boom invliegen. Vliegt normaal gesproken niet over lange afstanden.
Het rood boshoen is een van de drie soorten uit de familie der grootpoothoenders (Megapodiidae) die ook in Australië voorkomt; dit zijn de boskalkoen (Alectura lathami) en de thermometervogel (Leipoa ocellata).

## Broeden
Bouwt een nest van aarde, takken, zand en gebladerte en vormt een heuvel die soms zeer groot wordt; vaak 3 à 4 meter hoog en een diameter van 9 tot 13 meter. Soms werkt er meer dan één paartje mee om de nestheuvel te bouwen. Ook kan deze nestheuvel jaar na jaar opnieuw gebruikt worden en sommige zijn wellicht eeuwenoud. Het vrouwtje legt 12 à 13 eieren. Deze worden niet tegelijk gelegd, maar met een interval van 9 tot 20 dagen. De eieren worden geïncubeerd door de warmte die door het rotten van de bladeren vrijkomt en gebeurt pas bij een temperatuur tussen de 30 en 35 °C. Het kan daarom 50 à 100 dagen duren vooraleer de eieren uitkomen. Het broeden vindt plaats tussen augustus en maart. Na het uitkomen van de eieren moeten de kuikens zichzelf uitgraven uit de nesthoop. Na enkele uren zijn ze al in staat om te vliegen. De ouders zorgen niet voor de jongen.
Het is bekend dat andere diersoorten soms verlaten nestheuvels van rood boshoenders gebruiken om in te nestelen. Dit geldt bijvoorbeeld voor de Komodovaraan (Varanus komodoensis) op het eiland Komodo in Indonesië.

## Voedsel
Het rood boshoen eet zaden, gevallen fruit, bessen en scheuten van bloemen, alsook wormen, slakken, insecten en insectenlarven. Het is een bodembewoner, die zijn voedsel zoekt op de grond. Ze graven daarbij vaak in de bodem met hun krachtige poten of tussen bladeren. Ze zijn vaak nachtactief.

## Biotoop
Het rood boshoen is te vinden in regenwouden, bossen en andere boomrijke gebieden. Ook in struiken in kustgebieden. Is meestal te vinden in laaglanden, maar in Nieuw-Guinea kan de soort tot op een hoogte van 1.500 meter waargenomen worden, waar het verspreidingsgebied van het rood boshoen lokaal overlapt met die van het grijs boshoen (Megapodius decollatus). In de tropische gebieden van Australië ook vaak in vochtige tuinen met bomen en dichte bosschages.

## Verspreiding en ondersoorten

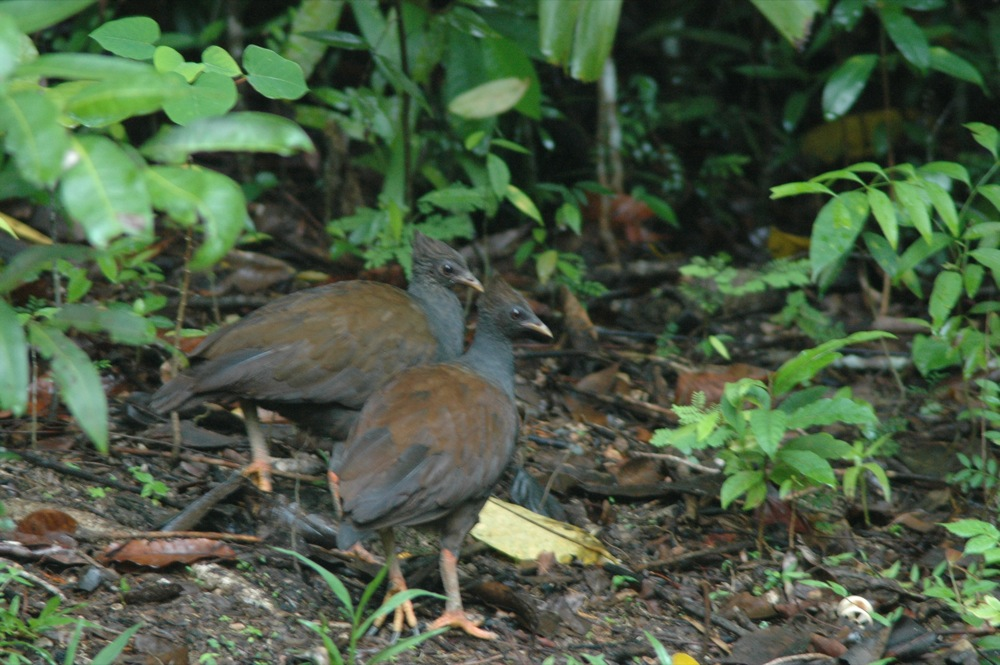
Megapodius reinwardt castanonotus in Daintree, Queensland.

Het rood boshoen telt volgens IOC World Bird List vijf ondersoorten:
- Megapodius reinwardt reinwardt: Komt voor op de Kleine Soenda-eilanden, zuidoostelijke Molukken, Aru-eilanden, alsook het noordwesten, zuiden en zuidoosten van Nieuw-Guinea. Mogelijk ook op eilanden in de Straat Torres.[7]
- Megapodius reinwardt macgillivrayi: Komt voor op de Kiriwina-eilanden, Marshall Bennetteilanden, Woodlark en de D'Entrecasteaux-eilanden, alsook de Louisiadenarchipel.[7]
- Megapodius reinwardt tumulus: Komt voor in het noorden van Australië in de regio Kimberley en de deelstaat Noordelijk Territorium.[5][7]
- Megapodius reinwardt yorki: Komt voor op het Kaap York-schiereiland in Queensland (Noordoost-Australië).[7]
- Megapodius reinwardt castanonotus: Komt voor in het oosten van Queensland (Noordoost-Australië), tussen Cooktown en Yeppoon.[5][7]

De westelijkste voorpost van de soort ligt in de Masalembo-eilanden in de Javazee. De Masalembo-eilanden bestaan uit drie eilanden; Masalembo, Masakambing en Karamian. In 1907 werd de soort voor het eerst op Masalembo gezien en 102 jaar later in 2009 werd de soort gezien op Masakambing. Het duurde echter tot 2013 voordat er met fotomateriaal bewezen kon worden dat er daadwerkelijk rood boshoenders leven op de eilanden.

## Beschermingsstatus
Op de Rode Lijst van de IUCN staat het rood boshoen als veilig geclassificeerd.

## Gelijkende soorten
- Grijs boshoen (Megapodius decollatus).